# Dussen
Dussen (51° 44′ N, 4° 58′ L) é uma cidade dos Países Baixos, na província de Brabante do Norte. Dussen pertence ao município de Werkendam, e está situada a 12 km, a sul de Gorinchem.
Em 2001, a cidade de Dussen tinha 1632 habitantes. A área urbana da cidade é de 0.56 km², e tem 670 residências.
A área de Dussen, que também inclui as partes periféricas da cidade, bem como a zona rural circundante, tem uma população estimada em 2050 habitantes.